# 函谷関の戦い (紀元前241年)
函谷関の戦い（かんこくかんのたたかい）は、紀元前241年（始皇6年）に起きた楚・趙・魏・韓・燕の五国合従軍と秦の合戦。軍の配置や動員兵力等の戦闘の詳細は不明である。この戦い以降、合従軍は起きることがなく、秦による六国併合が進んでいくこととなる。

## 過程
紀元前242年、秦の蒙驁が魏を攻撃し、酸棗・燕・虚・長平・雍丘・山陽など20城を奪い、東郡を置いた。これにより燕を除く、五国と秦は国境を接するようになった。おそらく、これが函谷関の戦いの発生の原因であると考えられている。
紀元前241年、趙・楚・魏・韓・燕は、秦を共同で攻撃するために、総大将を楚の考烈王、総司令を春申君として合従軍を組んだ。しかし、実際の合従軍の盟主は趙だとも考えられている。その理由として、まず楚はこの年に郢から寿春に遷都したことが挙げられる。そのため、楚は合従軍に大軍を送ることが不可能であったと考えられている。また、趙は長平の戦いや邯鄲の戦いなど、何度も秦に対して敗戦を重ねていて、秦への恨みが深かったからである。
合従軍は秦の寿陵を取り、函谷関を攻撃した。
合従軍に対して、秦軍は函谷関で迎え撃った。全軍の総指揮を執ったのは、この時点で権力を握っている相邦の呂不韋と考えられている。また、函谷関で秦軍の指揮を執った将軍は不明だが、過去の戦歴等を考慮すると蒙驁が指揮を採ったと考えてもおかしくないとされる。
また、今回の合従軍では以前（函谷関の戦い（紀元前318年）・函谷関の戦い（紀元前298年）・河外の戦い）とは異なり、函谷関を攻める軍以外の、別働隊を用意していた。趙の龐煖が総大将として、趙・楚・魏・燕の四国の精鋭部隊を率いて蕞（現在の始皇帝陵の付近）を攻めたが、落とせなかった。蕞は秦王都咸陽にかなり近く、秦は滅亡の危機に陥っていた。
函谷関でも秦軍が攻撃すると、合従軍は敗北した。合従軍は、秦の味方である斉を攻撃し、饒安（現在の河北省滄州市塩山県の南西）を占領して解散した。

## 『史記』の記述
この戦いの『史記』の記述は非常に少なく簡素である。「巻6・秦始皇本紀」は「（始皇）6年、韓・魏・趙・衛・楚が合同して秦を攻撃し、寿陵を取った。秦が出兵すると五国の兵は退いた」。「巻43・趙世家」は「（悼襄王）4年、龐煖は趙・楚・魏・燕の4国の精鋭部隊を率いて秦の蕞を攻めたが落とせなかった」。「巻40・楚世家」は「（考烈王）22年、諸侯と力を合わせ秦を攻撃したが、戦いが不利で引き上げた」。「巻78・春申君列伝」は「秦を攻め、函谷関へ至った」と言及されている。

## 影響
函谷関の戦いは、戦国時代で秦を攻撃した合従軍の最後の戦いだった。それ以降、六国は秦の併合に抵抗することができず、秦が六国を統一した（中華統一）。